# Araldite
L'Araldite è una colla epossidica bicomponente, il cui marchio è registrato dall'azienda svizzera Vantico AG di Basilea ora passata alla multinazionale statunitense Huntsman Advanced Materials. Il nome fu usato per la prima volta nel 1946 per indicare l'adesivo bicomponente epossidico. La colla è molto resistente, al punto che dopo l'essiccazione (48 ore), può addirittura essere tornita. Gli impieghi di tale collante sono svariati e vanno dall'hobbistica all'ambito industriale e scientifico.

## Storia
La prima produzione della resina epossidica fu fatta dalla De Trey Frères SA in Svizzera. Licenziarono la Ciba AG nei primi anni '40 e sempre la Ciba AG fu la prima a presentare il nome Araldite alla "Swiss Industries Fair" del 1945. Ciba divenne uno dei tre maggiori produttori di resine epossidiche del mondo. Ciba cedette tale divisione negli anni '90 alla Huntsman Corporation degli Stati Uniti.
Nel Regno Unito la Aero Research Limited (ARL) - usa il nome; ARaLdite, produce questa nuova resina adesiva per incollare metallo, vetro, porcellana, e altro. Araldite si forma con l'unione di una resina con un indurente. Il riscaldamento non è necessario, ma aiuta ad aumentare la velocità d'indurimento. Dopo l'indurimento resiste a solventi comuni e acqua bollente.

## Applicazioni
In architettura per giunzioni di parti in cemento preformate (Ove Arup nella Cattedrale di Coventry e nella Sydney Opera House).
Per la fabbricazione di protezioni antibalistiche.
In ambito ferroviario per giunzioni di parti in lega di alluminio.
In ambito automotive per produrre parti composite in fibra di carbonio.
In ambito scientifico per fissare elementi da analizzare con microscopio elettronico.

## Pubblicità
Nel 1983, la FCO Univas produsse una pubblicità che metteva in evidenza la forza dell'Araldite incollando una Ford Cortina gialla ad un cartellone pubblicitario della Cromwell Road a Londra, con il sottotitolo "It also sticks handles to teapots". Poi una Ford Cortina rossa incollata sopra alla gialla, e il titolo "The tension mounts". Infine l'auto rimossa dal cartellone pubblicitario, lasciando un buco e titolo "How did we pull it off?".